# Lista de supercentenários brasileiros
Este é um conjunto de listas incompleto de supercentenários brasileiros, ou seja de pessoas brasileiras que tenham alcançado a idade de 110 anos. Das muitas alegações, apenas seis foram consideradas válidas pela Gerontology Research Group (GRG) e European Supercentenarian Organisation (ESO).

## Análise
Em outubro de 2007, o Instituto Nacional do Seguro Social referia haver 159 supercentenários no Brasil, correspondendo a cerca de um supercentenário por milhão de habitantes. O Japão, o país com a maior esperança de vida do Mundo, tem uma proporção seis vezes inferior.
Outro aspecto das afirmações de extrema longevidade no Brasil é o aparecimento de pessoas com idades declaradas superiores a 120 anos. No mundo inteiro, só um caso de longevidade para além dos 120 anos foi comprovado. Jeanne Calment faleceu com 122 anos, mas no Brasil há várias pessoas que, alegadamente, ultrapassam essa marca em vários anos. Este fenómeno (de excesso de supercentenários no Brasil) ainda não foi estudado cientificamente. Até o presente,  cinco alegações de idade superior a 110 anos foram reconhecidas pela Gerontology Research Group (GRG) no Brasil. Entre elas, Maria Gomes Valentim foi considerada a pessoa mais velha do mundo.
A população mais velha que foi alvo de estudos estatísticos relevantes foi a dos centenários, abrangendo assim, além dos supercentenários, as pessoas com idades entre os 100 e os 109 anos de vida. Este estudo, feito no Brasil em 2008, compara a proporção entre o número de pessoas com 85 anos e o número de pessoas centenárias. Em 1991, essa proporção foi de 16,0% no Brasil. Sendo verdade este valor, o Brasil ficaria num destacadíssimo primeiro lugar, entre os países estudados, ficando os Estados Unidos (o segundo) com uns modestos 5,8%. O mesmo estudo, tentou estimar o número real de centenários, usando métodos estatísticos. Consoante a região do país, o número de centenários declarados no censo de 2000 poderia ser entre duas e dezesseis vezes maior que o número real. O estudo conclui que no Brasil há uma tendência para estimar por excesso as idades das pessoas muito idosas, ou seja, muitas pessoas podem alegar ter 100, 110 ou mesmo 120 anos de idade, mas na realidade são muito mais novas. Embora estatisticamente não faça sentido haver um tão grande número de supercentenários no Brasil, não se poderá ter a certeza absoluta de que cada uma destas pessoas esteja a mentir. Os especialistas da GRG admitem que as afirmações de idades para além dos 120 anos têm uma probabilidade não nula de ser verdadeiras. Considera-se como limite da plausibilidade os 130 anos de idade.

## Casos validados
Doze supercentenários brasileiros constam na lista oficial da GRG e dois casos de imigrantes naturalizados brasileiros na ESO.

### Gerontology Research Group(GRG)
|    | Nome                       | Gênero | Data de nascimento     | Data de Morte          | Idade               | Ref.                 |
| -- | -------------------------- | ------ | ---------------------- | ---------------------- | ------------------- | -------------------- |
| 1  | Francisca Celsa dos Santos | F      | 21 de outubro de 1904  | 5 de outubro de 2021   | 116 anos e 349 dias | [ 9 ] [ 10 ]         |
| 2  | Inah Canabarro Lucas       | F      | 8 de junho de 1908     | 30 de abril de 2025    | 116 anos e 326 dias | [ 11 ] [ 12 ] [ 13 ] |
| 3  | Antônia da Santa Cruz      | F      | 13 de junho de 1905    | 23 de janeiro de 2022  | 116 anos e 224 dias | [ 14 ] [ 15 ]        |
| 4  | Maria Gomes Valentim       | F      | 9 de julho de 1896     | 21 de junho de 2011    | 114 anos e 347 dias | [ 16 ]               |
| 5  | Luzia Mohrs                | F      | 23 de março de 1904    | 16 de outubro de 2017  | 113 anos e 207 dias | [ 17 ]               |
| 6  | Alida Grubba Rudge         | F      | 10 de julho de 1903    | 23 de dezembro de 2016 | 113 anos e 166 dias | [ 18 ] [ 19 ]        |
| 7  | Henriqueta Soares Marques  | F      | 6 de maio de 1911      | 12 de janeiro de 2024  | 112 anos e 251 dias | [ 20 ]               |
| 8  | João Marinho Neto          | M      | 5 de outubro de 1912   | Pessoa viva            | 112 anos e 221 dias | [ 21 ]               |
| 9  | Maria de Paiva Pereira     | F      | 26 de dezembro de 1907 | 1 de julho de 2020     | 112 anos e 188 dias | [ 22 ]               |
| 10 | Josino Levino Ferreira     | M      | 03 de abril de 1913    | Pessoa viva            | 112 anos e 41 dias  | [ 23 ]               |
| 11 | Primo Olivieri             | M      | 7 de março de 1914     | Pessoa viva            | 111 anos e 68 dias  | [ 24 ]               |
| 12 | Fiorinda Rogante de Godoy  | F      | 7 de maio de 1913      | 20 de maio de 2024     | 111 anos e 13 dias  | [ 25 ]               |
| 13 | Iracema Camargo de Araújo  | F      | 26 de setembro de 1914 | Pessoa viva            | 110 anos e 230 dias | [ 21 ]               |
| 14 | Nair Fonseca Dias          | F      | 17 de novembro de 1914 | Pessoa viva            | 110 anos e 178 dias | [ 21 ]               |

### European Supercentenarian Organisation (ESO)
Luzia Mohrs também é validada pela ESO, tendo nascida na Alemanha.
| Nome             | Gênero | Data de nascimento    | Data de Morte      | Idade               | Nacionalidade  | Ref.                 |
| ---------------- | ------ | --------------------- | ------------------ | ------------------- | -------------- | -------------------- |
| Delio Venturotti | M      | 25 de outubro de 1909 | 1 de junho de 2022 | 112 anos e 219 dias | Itália/ Brasil | [ 26 ] [ 27 ] [ 28 ] |

## Lista de casos não validados pelaGerontology Research Group(GRG)

### Não validados vivos
| Nome                             | Gênero | Data de Nascimento      | Data de Falecimento | Idade               | Local e data da última referência        |
| -------------------------------- | ------ | ----------------------- | ------------------- | ------------------- | ---------------------------------------- |
| Andrelino Vieira da Silva        | M      | 3 de fevereiro de 1901  | Pessoa viva         | 124 anos e 100 dias | Aparecida de Goiânia (GO), 06/02/2023    |
| Sebastião Batista dos Santos     | M      | 15 de março de 1902     | Pessoa viva         | 123 anos e 60 dias  | Coronel Vivida (PR), 15/03/2023          |
| Severina da Conceição Nascimento | F      | 7 de janeiro de 1904    | Pessoa viva         | 121 anos e 127 dias | Recife (PE), 07/01/2020                  |
| Domingos Ferreira de Lima        | M      | 25 de janeiro de 1904   | Pessoa viva         | 121 anos e 109 dias | Recife (PE), 31/03/2023                  |
| Maria do Livramento Silva        | F      | 13 de fevereiro de 1904 | Pessoa viva         | 121 anos e 90 dias  | Cabo de Santo Agostinho (PE), 25/02/2021 |
| Maria Liesse Callou Duarte       | F      | 2 de janeiro de 1914    | Pessoa viva         | 111 anos e 132 dias | Barbalha (CE), 03/01/2025                |

### Não validados falecidos
| Nome                           | Gênero | Data de Nascimento      | Data de Falecimento     | Idade               | Ref.                 |
| ------------------------------ | ------ | ----------------------- | ----------------------- | ------------------- | -------------------- |
| José Coelho de Souza           | M      | 10 de março de 1884     | 24 de agosto de 2017    | 133 anos e 167 dias | [ 37 ]               |
| Maria Lucimar Pereira          | F      | 3 de setembro de 1890   | 21 de maio de 2022      | 131 anos e 260 dias | [ 38 ]               |
| Maria Olívia da Silva          | F      | 28 de fevereiro de 1880 | 8 de julho de 2010      | 130 anos e 130 dias | [ 39 ] [ 40 ] [ 41 ] |
| José Aguinelo dos Santos       | M      | 7 de julho de 1888      | 20 de dezembro de 2017  | 129 anos e 166 dias | [ 42 ]               |
| Maria do Carmo Gerônimo        | F      | 5 de março de 1871      | 14 de junho de 2000     | 129 anos e 101 dias | [ 43 ]               |
| Maria Gonçalves dos Santos     | F      | 24 de junho de 1890     | 15 de dezembro de 2016  | 126 anos e 174 dias | [ 44 ]               |
| Pedra Bento                    | F      | 29 de junho de 1889     | 26 de maio de 2014      | 124 anos e 331 dias | [ 45 ]               |
| Teodora Maria de Alcântara     | F      | 18 de agosto de 1900    | 14 de maio de 2025      | 124 anos e 269 dias | [ 46 ]               |
| Maria Etelvina dos Santos      | F      | 15 de julho de 1878     | 8 de março de 2003      | 124 anos e 236 dias | [ 47 ]               |
| Maria Gomes do Reis            | F      | 16 de junho de 1900     | 8 de junho de 2024      | 123 anos e 358 dias | [ 48 ]               |
| Ana Martinha da Silva          | F      | 27 de agosto de 1880    | 27 de julho de 2004     | 123 anos e 335 dias | [ 49 ]               |
| Deolinda Soares Rodrigues      | F      | 24 de junho de 1888     | 1 de maio de 2022       | 123 anos e 311 dias | [ 50 ]               |
| Dona Belinha                   | F      | 15 de agosto de 1901    | 17 de maio de 2023      | 121 anos e 275 dias | [ 51 ]               |
| Silvina Rosa de Jesus          | F      | 20 de junho de 1888     | 8 de janeiro de 2009    | 120 anos e 202 dias | [ 52 ]               |
| Jesuína dos Santos Cardoso     | F      | 30 de janeiro de 1896   | 13 de julho de 2016     | 120 anos e 165 dias | [ 53 ]               |
| Filomena Maria da Conceição    | F      | 6 de março de 1900      | 16 de junho de 2020     | 120 anos e 102 dias | [ 54 ]               |
| Francisco Mateus de Santana    | M      | 21 de setembro de 1889  | 9 de setembro de 2009   | 119 anos e 353 dias | [ 55 ] [ 56 ]        |
| Doralina Borba                 | F      | 22 de janeiro de 1894   | 9 de abril de 2013      | 119 anos e 77 dias  | [ 57 ] [ 58 ]        |
| Osório Lopes de Santana        | M      | 19 de março de 1885     | 24 de janeiro de 2004   | 118 anos e 311 dias | [ 59 ]               |
| Maria de Xangô                 | F      | 8 de dezembro de 1878   | 8 de março de 1996      | 117 anos e 91 dias  | [ 60 ]               |
| Maria Domingas Vaz de Lima     | F      | 15 de agosto de 1899    | 4 de setembro de 2016   | 117 anos e 20 dias  | [ 61 ]               |
| Deraldo Magno Santos           | M      | 2 de novembro de 1894   | 12 de agosto de 2011    | 116 anos e 283 dias | [ 62 ]               |
| Anísio Rodrigues Alves         | M      | 30 de dezembro de 1892  | 16 de agosto de 2009    | 116 anos e 229 dias | [ 63 ] [ 64 ]        |
| Maria Benedita da Conceição    | F      | 27 de janeiro de 1887   | 20 de fevereiro de 2003 | 116 anos e 24 dias  | [ 65 ]               |
| Noeme da Silveira Freitas      | F      | 7 de setembro de 1905   | 9 de abril de 2021      | 115 anos e 214 dias | [ 66 ]               |
| Alípio Francelino da Silva     | M      | 15 de agosto de 1891    | 3 de fevereiro de 2007  | 115 anos e 184 dias | [ 67 ] [ 68 ]        |
| Maria Rita de Menezes          | F      | 9 de setembro de 1888   | 15 de abril de 2003     | 114 anos e 218 dias | [ 69 ]               |
| Albertina Alves de Albuquerque | F      | 9 de novembro de 1909   | 13 de abril de 2024     | 114 anos e 156 dias | [ 70 ]               |
| Ana Nogueira de Lucas          | F      | 20 de junho de 1896     | 18 de novembro 2010     | 114 anos e 151 dias | [ 71 ]               |
| Plácida do Livramento          | F      | 5 de outubro de 1895    | 24 de outubro de 2009   | 114 anos e 19 dias  | [ 72 ] [ 73 ]        |
| Etelvina Benâncio dos Santos   | F      | 5 de outubro de 1896    | 3 de outubro de 2010    | 113 anos e 363 dias | [ 74 ]               |
| Carolina Zambon Geraldin       | F      | 3 de junho de 1901      | 9 de novembro de 2014   | 113 anos e 159 dias | [ 75 ] [ 76 ] [ 77 ] |
| Antônio Benedito da Conceição  | M      | 12 de junho de 1905     | 15 de setembro de 2018  | 113 anos e 95 dias  | [ 78 ] [ 79 ]        |
| Honorina da Conceição          | F      | 11 de fevereiro de 1907 | 13 de abril de 2020     | 113 anos e 62 dias  | [ 80 ]               |
| Maximiano José dos Santos      | M      | 22 de fevereiro de 1893 | 25 de abril de 2006     | 113 anos e 62 dias  | [ 81 ] [ 82 ]        |
| Rosa Barbosa                   | F      | 28 de maio de 1902      | 5 de maio de 2015       | 112 anos e 342 dias | [ 83 ]               |
| Celanira Monteiro              | F      | 16 de fevereiro de 1900 | 19 de janeiro de 2013   | 112 anos e 338 dias | [ 84 ] [ 85 ] [ 86 ] |
| Adão da Silva                  | M      | 1 de fevereiro de 1898  | 30 de dezembro de 2010  | 112 anos e 332 dias | [ 87 ]               |
| Alice Alves Zuza               | F      | 31 de janeiro de 1908   | 19 de outubro de 2020   | 112 anos e 262 dias | [ 88 ]               |
| Rosa Teixeira Lima             | F      | 6 de janeiro de 1895    | 25 de março de 2007     | 112 anos e 78 dias  | [ 89 ]               |
| Ana Ribeiro Sicupira           | F      | 6 de maio de 1909       | 11 de fevereiro de 2021 | 111 anos e 281 dias | [ 90 ]               |
| Presolina Coelho               | F      | julho de 1899           | 24 de abril de 2011     | 111 anos e 267 dias | [ 91 ]               |
| Nancy Ferreira                 | F      | 17 de Março de 1904     | 30 de dezembro de 2015  | 111 anos e 227 dias | [ 92 ]               |
| Leonidio dos Santos            | M      | 21 de dezembro de 1905  | 1 de março de 2017      | 111 anos e 70 dias  | [ 93 ] [ 94 ]        |
| Moacyr Nunes Barroso           | M      | 31 de março de 1909     | 20 de abril de 2020     | 110 anos e 325 dias | [ 95 ] [ 96 ]        |
| Liberalino Ferreira Leite      | M      | 10 de fevereiro de 1899 | 15 de junho de 2009     | 110 anos e 125 dias | [ 97 ]               |
| Cecy Marta Riff Leivas         | F      | 5 de janeiro de 1906    | 30 de abril 2016        | 110 anos e 116 dias | [ 98 ]               |
| Thereza Favali Pocay           | F      | 27 de junho de 1904     | 20 de outubro 2014      | 110 anos e 115 dias | [ 99 ] [ 100 ]       |
| Matsu Uechi                    | F      | 11 de dezembro de 1903  | 10 de fevereiro de 2014 | 110 anos e 61 dias  | [ 101 ]              |
| Jeremias Jose dos Santos       | M      | 15 de junho de 1904     | 11 de julho de 2014     | 110 anos e 26 dias  | [ 102 ]              |
| Letícia Ferreira de Souza      | F      | 30 de dezembro de 1900  | 2 de janeiro de 2011    | 110 anos e 3 dias   | [ 103 ]              |